# جيوفاني كوستا
جيوفاني كوستا (1 يناير 1901 لا سبيتسيا إيطاليا - 1 يناير 1968) هو لاعب كرة قدم إيطالي سابق كان يلعب كحارس مرمى.

## وصلات خارجية
- جيوفاني كوستا على موقع قاعدة بيانات كرة القدم.إي يو (الإنجليزية)
- جيوفاني كوستا على موقع ناشيونال فوتبول تيمز (الإنجليزية)
- جيوفاني كوستا على موقع عالم كرة القدم.نت (الإنجليزية)